# خورخي فالديز
خورخي فالديز (بالإسبانية: Jorge Valdez) هو مدرب كرة قدم ولاعب كرة قدم باراغواياني في مركز الدفاع، ولد في 14 يوليو 1974 في كونسيبسيون في باراغواي. شارك مع منتخب باراغواي لكرة القدم. أما مع النوادي، فقد لعب مع أوليمبيا أسونسيون وسبورتيفو لوكوينو.

## وصلات خارجية
- خورخي فالديز على موقع قاعدة بيانات كرة القدم.إي يو (الإنجليزية)
- خورخي فالديز على موقع ناشيونال فوتبول تيمز (الإنجليزية)
- خورخي فالديز على موقع عالم كرة القدم.نت (الإنجليزية)